# 承天順化省

承天順化省（越南语：／）是越南北中部历史上的一个旧省，省莅顺化市。

## 地理
承天顺化省北接广治省，东南接岘港市，南接广南省，西邻老挝，东临南中国海。

## 建置沿革
1989年6月30日，平治天省重新分设为廣平省、廣治省和承天順化省3省。承天顺化省下辖順化市、香田縣、香富縣、富祿縣和阿雷縣1市4县，省莅顺化市。
1990年9月29日，香田县分设为香茶县、广田县和丰田县3县；香富县分设为香水县和富荣县2县，富禄县析置南东县；顺化市2社划归香水县管辖，6社划归富荣县管辖，9社划归香茶县管辖。
1992年9月24日，顺化市被评定为二级城市。
2005年8月24日，顺化市被评定为一级城市。
2010年2月9日，香水县改制为香水市社。
2011年11月15日，香茶县改制为香茶市社。
2021年4月27日，香茶市社2坊4社、香水市社2社和富荣县1市镇4社划归顺化市管辖。
2024年11月30日，越南国会通过决议，自2025年1月1日起，承天顺化省改制为中央直辖市顺化市，原省辖顺化市分设为顺化郡和富春郡，丰田县改制为丰田市社，南东县并入富禄县。

## 行政區劃
承天順化省下轄1市2市社6縣，省莅顺化市。
- 順化市（Thành phố Huế）
- 香水市社（Thị xã Hương Thủy）
- 香茶市社（Thị xã Hương Trà）
- 阿雷縣（Huyện A Lưới）
- 南東縣（Huyện Nam Đông）
- 豐田縣（Huyện Phong Điền）
- 富祿縣（Huyện Phú Lộc）
- 富榮縣（Huyện Phú Vang）
- 廣田縣（Huyện Quảng Điền）